# ФК Ројал Антверпен
ФК Ројал Антверпен (хол. Royal Antwerp F.C.) је белгијски фудбалски клуб из Антверпена.

## Историја
Антверпен важи за најстарији фудбалски клуб у Белгији. Основан је као Атлетски клуб Антверпен 1880. године од стране енглеских студената са пребивалиштем у граду. Основан је 15 година пре стварања Краљевског белгијског фудбалског савеза. Године 1887. клуб је формирао фудбалску групу која је основала сопствену секцију и назвала је Фудбалски клуб Антверпен.
Тренутно се такмичи у Првој лиги Белгије. Клуб је освојио укупно пет титула првака државе, четири купа и један суперкуп Белгије. 
Највећи успех у европским такмичењима Антверпен је остварио у сезони 1992/93. Играли су у финалу Купа победника купова на стадиону  Вембли у Лондону против Парме и изгубили са 3:1.

## Успеси
- Прва лига Белгије:
  - Првак (5): 1928/29, 1930/31, 1943/44, 1956/57, 2022/23.
  - Вицепрвак (11): 1895/96, 1924/25, 1929/30, 1931/32, 1932/33, 1945/46, 1955/56, 1957/58, 1962/63, 1973/74, 1974/75.

- Друга лига Белгије:
  - Првак (2): 1999/00, 2016/17.
  - Вицепрвак (2): 1969/70, 1998/99.

- Куп Белгије:
  - Освајач (4): 1954/55, 1991/92, 2019/20, 2022/23.
  - Финалиста (2): 1974/75, 2023/24.

- Суперкуп Белгије:
  - Освајач (1): 2023.
  - Финалиста (1): 1992.

- Куп победника купова:
  - Финалиста (1): 1992/93.